# Ráday Gedeon (író)
Rádai gróf Ráday Gedeon (Ludány (Alsóludány), 1713. október 1. – Pécel, 1792. augusztus 6.) magyar költő, műfordító és politikus. A magyarországi felvilágosodás előkészítője, egyik vezéregyénisége.
„…nemcsak korának egyik leghaladóbb elméje, hanem egyben a magyar verstan történetének egyik háttérben maradt főszereplője is.”

## Életrajz

### Szülei
Anyja Kajaly Klára (1690-1741), apja Ráday Pál (1677-1733). Édesapja II. Rákóczi Ferenc kancellárja volt. A kor legjobb vallásos költői közé tartozott, zsoltárait a protestáns templomokban sokáig énekelték. Ő készítette el a Recrudescunt inclytae gentis Hungarae vulnera kezdetű híres Breznai kiáltvány végleges változatát. Ráday végezte az 1705. évi szécsényi országgyűlés, az 1706-i huszti diéta, majd 1707-ben a marosvásárhelyi és ónodi országgyűlések előkészítését, fogalmazta a fejedelmi propozíciókat, az üléseken képviselte a fejedelem álláspontját. 1707-től az Erdélyi Kancellária, 1709-től pedig még a Hadikancellária élére is őt állította a fejedelem. 1703-tól kezdve a bányavárosok főharmincadosa, és az 1707 őszén alakult Nemesi Társaság auditora. Rákóczi bukása után visszavonult Pest megyei birtokára, majd életének hátralevő részét olvasással és könyvgyűjtéssel töltötte. Ő tette le alapjait fia későbbi, országos hírű könyvtárának.

### Élete
A fiatal Ráday már gyermekkorában is igen értelmesnek bizonyult, tetszett neki a könyvek és tudományok világa, azok megismerését apja nagy mértékben segítette.
17 éves korában Pozsonyban, majd Berlinben tanult protestáns teológiát, filozófiát, történelmet, régiségtant, logikát, egyháztörténelmet, poétikát és retorikát, magánórákon francia nyelvet, rajzot és táncot. 1732–1733-ban jogot hallgatott a frankfurti egyetemen. 1733-ban apja halála miatt tanulmányait félbeszakítva hazatért. Ekkor 20 éves volt.
A családi birtokon végzett gazdálkodás mellett, egész életét a magyar kultúra felvirágoztatásának szentelte. 27 éves korában feleségül vette Szentpétery Katalint, akit szintén hatalmas érdeklődés kötött az olvasáshoz és műveltséghez. Ezek után felépíttette péceli kastélyát, amelyben tekintélyes helyet foglalt el a könyvtár.
Tevékenyen részt vett a vármegye közéletében és a valláspolitikai küzdelmekben egyaránt. 1741-ben részt vett Mária Terézia koronázásán, mint Pest-Pilis-Solt vármegye országgyűlési követe. Később az 1764. évi országgyűlésen Pest-Pilis-Solt-Kiskun vármegye követe volt.
1772-ben Sárospatakon megismerkedett vele az ifjú Kazinczy Ferenc, aki a későbbiekben gyakran felkereste őt.
1782-ben II. József fiával együtt bárói, 1790-ben II. Lipót grófi rangra emelte.
Gedeon, örökölve apjának magyar könyvek iránti szeretetét, továbbra is szorgalmasan igyekezett könyvtárába megszerezni nemcsak a régi századok, hanem saját korának új és felvilágosodott szellemű hazai irodalmát és a külföldi könyvtermelés szép és értékes kiadásainak megszerzésére, enciklopédikus érdeklődésének az összes tudományszakokat képviselő könyvek által való kielégítésére törekedett. Ráday gyűjtése a kint tanuló diákokon keresztül Bázel, Zürich, Utrecht, Leyden és Odera-Frankfurt; lipcsei megbízottja révén pedig Lipcse, Drezda, Gotha és más szászországi városok kapcsolódtak be a gyűjtőkörébe. Gedeon továbbra is a lelkészek, professzorok, ágensek és diákok révén intéztette a könyvek beszerzését. Bár a beszerzőktől függetlenül, kapcsolatban állt több bécsi, pozsonyi és pesti kereskedővel is. Saját maga tárgyalt velük, vagy személyesen, vagy leveleken keresztül.Magyarországon könyvbeszerzői hálózatot szervezett. A könyvtár gyarapodása szempontjából Pest szerepe a század hetvenes éveiben egyszerre megnőtt, az innen származó anyag jelentősége Ráday Gedeon életének utolsó két évtizedében magasan felülmúlja akár az Erdélyben, akár Pozsonyban vagy a többi magyarországi részeken beszerzett munkákat. Ráday vásárlásainak jó részét a pesti kereskedőknél, elsősorban a Weingand és Köpff cégnél bonyolította, legtöbbször személyesen.
Ugyanúgy, mint apjának, neki is ajándékoztak könyveket író-kortársai vagy barátai, így jó pár munka került be a gyűjtemény anyagába, kifejezve azt a tiszteletet és ragaszkodást, mely szerzőjüket Rádayhoz fűzte.
A könyvtár teljes anyaga 6500 mű kb. 12000-15000 kötetben. Legtömörebben úgy jellemezhetjük, hogy a korra jellemzően enciklopédikus jellegű, azaz valamennyi tudományágat felöleli a természettudományoktól az akkori szépirodalmi újdonságokig. A Gyűjtemény egyedi sajátossága, hogy a francia felvilágosodás és a protestáns teológia irodalma, valamint a 18. század második felének röpirat-irodalma kiemelkedő arányban található meg benne. A gyarapítás szakértelme is megkülönbözteti a szokásos 18. századi magánkönyvtáraktól; Ráday Gedeon kimagasló tudományos és irodalmi felkészültségével a tudományterületek legfontosabb köteteinek beszerzésére törekedett. A könyvtár sok értékes könyvritkasággal rendelkezik. A legrégibb mű Bessarion: Adversus calumniatorem Platonis c. ősnyomtatványa 1469-ből. Számos ritka Biblia-kiadás is található a gyűjteményben. Jelentős volt a kézirat- és éremgyűjteménye is.
A század utolsó évtizedeiben az irodalmi tevékenység, a könyv- és folyóiratkiadás egyik középpontja és mozgatója volt, akár mint író, akár mint patrónus. Így természetesnek tűnik, hogy a Magyar Museum és Orpheus számai, Kazinczy, Batsányi, Baróti Szabó Dávid, Révai Miklós vagy Kovásznai Tóth Sándor kiadott munkái rögtön megjelenésük után bekerültek könyvtárába.
A magyar költészetben ő honosította meg a rímes-időmértékes, nyugat-európai versformát. Titokban verselt, csak élete végén engedte kiadni verseit. Fennmaradt művei többnyire mesék és fordítások. Kiterjedt levelezésének nagy része kiadatlan. Kéziratban maradt műveinek jelentős része elpusztult, mert fia, ifj. Ráday Gedeon (1745–1801) főúrhoz méltatlannak tartotta apja kedvtelését, és elégette munkáit.

### A könyvtár sorsa
Ráday Gedeon halála után nem folytatódott a gyűjtemény felfelé ívelő pályája. Az eladás gondolata igen korán megfogalmazódott Gedeon halála után, a családi levelezés 1798-tól tartalmaz ilyen témájú leveleket. Érdeklődött Széchényi Ferenc, és van feljegyzés arról is, hogy József nádor a Nemzeti Múzeum részére akarta megvásárolni. 1843-ban az országgyűlés felbecsülteti a gyűjteményt, ekkor 40 000 forintra értékelték, ami az értékesítés alapját szolgálta. Az eladások sorra megbuktak, talán az árban nem tudtak megegyezni, de valószínűbb, hogy a család nem akarta részletekben eladni, meg szerette volna őrizni az egységét.
Mikor Dobos János ceglédi lelkész, aki péceli lelkészkedése idején katalogizálta a könyvtárat, értékeit megismerte, akciót indított s gyűjteménynek az egyház részére való megszerzése érdekében. Felhívása a református egyház vezetőihez szólt, és arra buzdítja őket, hogy ne hagyják elkallódni a gyűjteményt. A cikk akkor jelent meg, mikor Török Pál dunamelléki püspök már felvette a kapcsolatot a családdal a könyvtár megszerzése érdekében. A tárgyalások olyan sikerre vezettek, hogy a püspök a vételár agitálásába kezdett, amelyet a Ráday család az országgyűlés által megállapított ár felében szabott meg. A vétel 1861-ben jött létre.
Török Pál kettős célt ért el a gyűjtemény megvásárlásával: egyfelől biztosította a nagy kincs itthon maradását, másfelől pedig a Budapesten 1855-ben az ő buzgólkodására felállított új teológiai akadémia részére szerzett kiválóan alkalmas könyvtárat.
Viszont a református egyház nem rendelkezett olyan anyagi erőkkel, hogy könyvtáraira a kor követelményeinek megfelelő mértékben áldozhatott volna. Az új budapesti akadémia könyvtárának nem volt helye. Az első nehézség a vétel megtörténtekor azonnal jelentkezett. Pécelről a könyveket hamarosan el kellett szállítani, s nem volt hova. A beszállítás még 1862 nyarán meg is történt, a könyveket ládákba rakták, s szekereken fuvarozták be, és úgy ládástól leraktározták az Országos Gazdasági Egyesület köztelki raktárhelyiségeiben. Majd beszállították a péceli tékákat, az eredeti állványokat és szekrényeket. A könyvek beszállítása után hozzáfogtak egy helyiség kialakításához a Kálvin téri egyházi épület Oroszlán utcai frontján, s ide költöztették be ezután 1863-ban a könyveket. Csakhogy a helyiség eredetileg is szűkösnek bizonyult, az állványok polcain több sorban kellett elhelyezni a könyveket, sőt a könyvadományok érkezése egyre jobban eltorlaszolták az állványok közötti térségeket is, így a könyvek jóformán hozzáférhetetlenek voltak. 
1885 és 1888 között létrejött az első felkatalogizálás, de az elhelyezésen ekkor sem tudtak változtatni. A könyvtár gondozását a mindenkori püspöki titkárokra bízták.
Az egyházkerület 1902-ben Hamar István teológiai professzort bízta meg a rendezéssel, aki 1904. január 1-jével meg is kezdte működését. Előbb a templom parókiáján biztosítottak plusz helyet a könyveknek, majd 1912-ben az egyház kibérelte, majd megvásárolta a Ráday utca 28. számú kétemeletes dohánygyári épületet, hogy teológiai akadémiát, a püspöki hivatalt, az internátust és a könyvtárat elrendezze. A költözés négy hónapig tartott, és a könyvek ekkor már 401 ládában fértek el.
Kudora Károly egyetemi könyvtártisztet kérték fel a rendezésre. Az ő vezetésével készült el a könyvtár első katalógusa, szakcsoportok szerinti beosztásban. Könyv alakú és cédulakatalógust egyaránt készíttek. A művek 14 kötetben 22 szakcsoportban s azokon belül nagyság szerint elkülönítve betűrendben vannak felsorolva. Viszont a könyvtár nagymértékű gyarapodása hamarosan túlszárnyalta ezt a feldolgozást. Mikor Hamar István megbízást kapott a könyvtár rendezésére, új törzskatalógust készíttetett hasonlóképpen müncheni rendszerben, de már harminchat szakcsoportban, alkalmazkodva a könyvtár anyagához és jellegéhez. Hamar István készítette el az első cédulakatalógust is a könyvek keresésének megkönnyítésére. Utóda, Csekey Sándor tér át a mai szabvány méretű kartonok alkalmazására, de még kézírással. Az ő vezetésével főiskolai hallgatók írták át a régi nagy katalóguslapokról a kisméretű kartonokra a címleírásokat. Csak az új könyvek leírása történt a könyvek alapján. Az így készült szabványméretű cédulákat aztán betűrendbe sorolva szabályos katalógusszekrények fiókjaiban helyezték el, és a közönség rendelkezésére bocsátották. A mai szabvány szerinti katalóguslapok készítése gépírással 1953-ban kezdődött. Ezek a cédulák fokozatosan szorítják ki a kézzel írt régi kartonokat.
A raktárban a könyvek felállítása eredetileg szakcsoportok szerint történt. 1953-ban tértek át a nagyság szerinti numerus currens alapján történő raktározásra, ami a rekatalogizálás során némileg enyhíteni fogja a növekvő helyiséghiányt. A főkatalógus mellett idővel létrejöttek külön katalógusok az incunabula, antiqua és RMK számára. A törzskatalógus mellett olvasói és szolgálati katalógus is létesült.
A könyvtár rendezése nagy léptekkel haladt előre 1951 után, amikor is megnőtt a személyzet létszáma. Kiválogatták az állományból az eredeti Ráday-könyvanyagot, s a péceli tékákon helyezték el őket, így a könyvtár alapját képező könyvanyag külön egy tömbbe van elhelyezve. Az új felállításnak megfelelő átszámozás és a könyvek folyamatos törzskönyvezése is elkészült.
Ugyanekkor megtörtént a folyóiratok és egyházi nyomtatványok kiemelése a könyvanyagból, s külön folyóirattár felállítása.
A nagyközönség számára 1913. február 1-jén nyílt meg a könyvtár, miután a tanulóifjúság már 1909 októberétől használhatta.
Az állomány fejlődésére nézve jellemző, hogy főként adományokból gyarapodik, mint a többi egyházi könyvtár is. Hamar István felvétele óta a kötetek száma megötszöröződött.
A Ráday-család utolsó férfi tagja 1939-ben elhunyt, és ezután a családi levéltár is az egyházkerület birtokába került. A mai Ráday utcában található könyvtár legfőképp a bölcsész egyetemisták, kutatók és tanárok  igényeit szolgálja, megközelítőleg 150 000 kötetével, folyóirattárával és kézirattárával.

### Szakrendszere
A 18. század rendszerezői általában öt-hat főosztályra osztották fel az anyagot, s jórészük Garnier és Boilleau hatása alatt állt. Magyar szempontból Micheal Denis, a bécsi császári könyvtár igazgatójának szakrendszere a mérvadó, mely hét fő csoportot foglalt magába: isteni tudomány, jogtudomány, bölcsészet, orvostan, matematika, történelem és filológia. Minden szak végén olyan alosztály állt, mely már átvezetett a következőhöz.
Ráday Gedeon felosztása részben hasonlított a bécsi tudóséhoz, részben eltért tőle. 
Az első csoport, az irodalomtörténet, bibliográfia. A század szakrendszereiben sehol sem találunk az egész felosztás elején általános műveket, tudománytörténettel foglalkozó munkákat, vagy éppen bibliográfiákat. Ráday rendszerének legkidolgozottabb része az irodalom. A poéták gyűjteményét helyileg is elkülönítette. Az irodalmi szakot a gyűjtő két részre osztotta: az ókori és újkori írók munkáira. A latinoknál szétválasztotta az aranykor, ezüstkor stb. íróit, a moderneket pedig nemzetiségük szerint különítette el.  Külön kategóriaként vette fel a reneszánsz és humanizmus latin nyelven verselő, de már új szellemet hirdető költőit.
Ráday önálló osztályként vette fel a pedagógiát; az egyháztörténetet pedig a teológiához sorolta. A történelmi segédtudományoknak a történelemtől, a térképeknek a földrajztól, a bibliáknak a teológiától való elválasztása is azt mutatja, hogy Ráday saját rendszerét alapos átgondolás után állította fel. A matematikának és a katonai tudományoknak egy csoportba kerülése viszont arra utal, hogy a péceli bibliotéka szakrendszere a gyűjtő szubjektív érdeklődését tükrözi. Külön szakként vette fel a gazdaságtudományi, természetrajzi és földrajzi-statisztikai művek csoportjait.

### Gyűjtőköre és kölcsönzések
Ráday Gedeonnál, éppúgy, mint apjánál, megtaláljuk a magyar könyvek iránti szeretetet, mely kezdettől fogva rányomta bélyegét a péceli könyvtár anyagára. A magyar nyelvű irodalom nagy száma különösen szembetűnő volt Ráday Pál aránylag kevés művet magában foglaló könyvtárában. A gedeoni gyűjtésben sokkal inkább eltörpül a hatalmas mennyiségű külföldi gyarapodás mellett az újonnan bekerülő magyar anyag, ez azonban nem a fiú csökkent érdeklődését jelenti a nemzeti nyelven íródott irodalom iránt, hanem a gyűjtés horizontális kiszélesedésére és a hazai lehetőségeknek és a határon túli piacoknak szomorú különbségére utal.
Ráday könyvtárában sok és érdekes darabja megvolt a nyomtatott magyar munkáknak, kezdve Sylvester 1541-ben megjelent Újtestamentuma; különleges értékű editio princepsek, melyeket az irodalmárok és nyelvészek rendelkezésére bocsátott és így számos új kiadást tett lehetővé, lendületet adva a kritikai munkásságnak. De nem csak az előző századok magyar irodalmát gyűjtötte, hanem saját korának új termékeit is.
A felvilágosodás irodalmának klasszikusai közül Voltaire-nek, Rousseau-nak és Diderot-nak majd minden műve megvolt a péceli bibliotékában. A gyűjtő megszerezte az Enciklopédia legfrissebb kiadását és Bayle Dictionnaire-jét is, valamint járatta a Journal enciklopédique című folyóiratot.
Végül Rádaynak az irodalom, a szépliteratúra iránti vonzalmáról is beszélnünk kell. Emiatt a vonzalom miatt alakultak ki a könyvtárában a különféle irodalmi kollekciók. A gyűjtő maga is elsősorban irodalmár volt, akinél a gyűjtés szenvedélye részben ebből a mélyen fekvő irodalmi ösztönből fakadt. Nemcsak irodalomkedvelő volt, hanem maga is írt, igazi „poeta doctus” volt.
A péceli könyvtárban a legtöbb művet számláló szak tehát az irodalmi volt. Ennek ókori részében drámaírók, költők, rétorok és meseírók között megtaláljuk Homeros Iliászát, és Odüsszeiáját számtalan kiadásban; a Dares Phrygius neve alatt ismert elbeszélő költeményt, mely a középkor minden Trójáról szóló alkotását ihlette; a halhatatlan görög verselőket, Sapphot, Anakreont, Pyndarost s az aranykor lantosait, Vergiliust, Horatiust és Ovidiust. Mellettük ott vannak a görög-római tragédiák és vígjátékok szerzőinek alkotásai, Aischylos, Eurioides, Sophokles és Aristophanes vagy Plautus és Terentius darabjai. Képviselteti magát többek között a reneszánsz irodalmat megalapozó Dante, Petrarca és Boccaccio, a német irodalom pedig Goethe, Klopstock, Gessner, Gellert, Kleist, Koetzebue és Lessing művein keresztül. A könyvtárban fellehetőek voltak még Molière, La Fontaine, Cyrano de Bergerac, Villon, Montesquieu, Rousseau, Voltaire és Diderot francia alkotók művei, valamint Defoe, Fielding, Pope és Swift az angol, Tasso, Vittoria Colonna, Angelo Politiano, Metastasio és Goldoni az olasz, Calderon, Lope de Vega és Cervantes pedig a spanyol irodalmat képviselte a könyvtárban.
Ráday gyűjtötte még a históriákat, népies dalokat, verseket vagy kalandos történeteket magukban foglaló ún. népkönyveket, a gúny- és röpirodalmat.
A filológia körébe tartozó könyvek legnagyobb része szótár vagy lexikon, s ezek között is a legtöbb héber, görög vagy latin nyelvű, illetve az ókorral foglalkozó munka. A klasszika filológia humanista képviselői közül Jean Louis Vives, Johannes Metzler és Theodor Gaza műveit kell megemlíteni.
Gedeon nem választotta szét a természettudományokat a filozófiától, így Newton, Bonnet és Tschirhaus műveit is ebbe a kategóriába sorolta.
A matematikai szakban Descartes, Leibniz, Hobbes, Newton, Christian Wolff neveivel találkozunk. A gyűjtő a matematikához sorolta a hadtudományokat is, a hadászati művek száma húsz körül járt.
A második legtöbb művet számláló kategória a teológia volt, amelyben a kálvinista irány szinte minden árnyalata képviselve volt Ráday Gedeon könyvtárában. A teológia munkákat négyfelé lehet osztani. Először is az első századok egyházatyáinak és vallásos íróinak művei számtalan 16-18. századi kiadásban. Másodszor a középkor teológusai, többek között Nagy Leó és Aquinói Tamás kötetei. Harmadszor a 15-16. század új korszakot nyitó alkotásai: Kálvin, Luther, Zwingli, Bucer, Bullinger és Cartwright írásai. És végül a 17-18. század teológiai irodalma, például Jean de Clerc, Friedrich Spanheim, Campegius Vitringa munkái.
Ráday Gedeon egyre inkább szélesítette a kölcsönzők körét, már az 1760-as évektől kezdve tudatosan szolgálta a bibliotékájával a nemzeti tudományosságot és irodalmat, és szívesen adott értékes könyveiből az érdeklődőknek. A könyvtárat igénybe vette többek között Kazinczy, Batsányi, Édes Gergely, Horányi Elek, Szilágyi Sámuel, Bod Péter, Zilai Sámuel és Kovásznai Tóth Sándor is.

### A péceli könyvtárterem
Még Ráday Pál kezdte építtetni a kastélyt, de a végleges munkálatokat már Gedeon irányította. Ő bízta meg Mayerhoffer Andrást és fiát, Jánost, hogy fejezzék be a kastély építését. A kastély barokk stílusban épült, és 1766-ban készült el.
A könyvtárterem a földszinten helyezkedik el. Boltozatát négy márványpillér tartja, a mennyezet pedig kilenc részre oszlik, hat kisebbre és három nagyobbra. A középső mennyezeten Pallas Athene körül megfigyelhetőek a különböző tudományok könyvei, mint például a teológia, csillagászat és az ékesszólás. A festményen lévő könyvek mind a Ráday Gyűjtemény részét képezték.
Rögtön a terem mellett megtaláljuk a kisebbik könyvtárszobát is. A szoba mennyezetén Airon menekül egy delfin hátán. A falakon Orpheus és Euridiké láthatóak. Ekkora egész falat betöltő festményt csak itt lehetett akkoriban látni.
A kastély dísztermét az emeleten Ráday a gyűjteményéből kiválasztott képeivel díszítette. A festmények 1766-ban készültek és Ovidius Átváltozásainak 15 jelenetéből állnak. Érdekesség, hogy a képek alatt feliratok találhatóak, 
viszont azok nem az eredeti, latin nyelvű sorok, hanem Ráday egy-egy saját irománya.

### Emlékezete

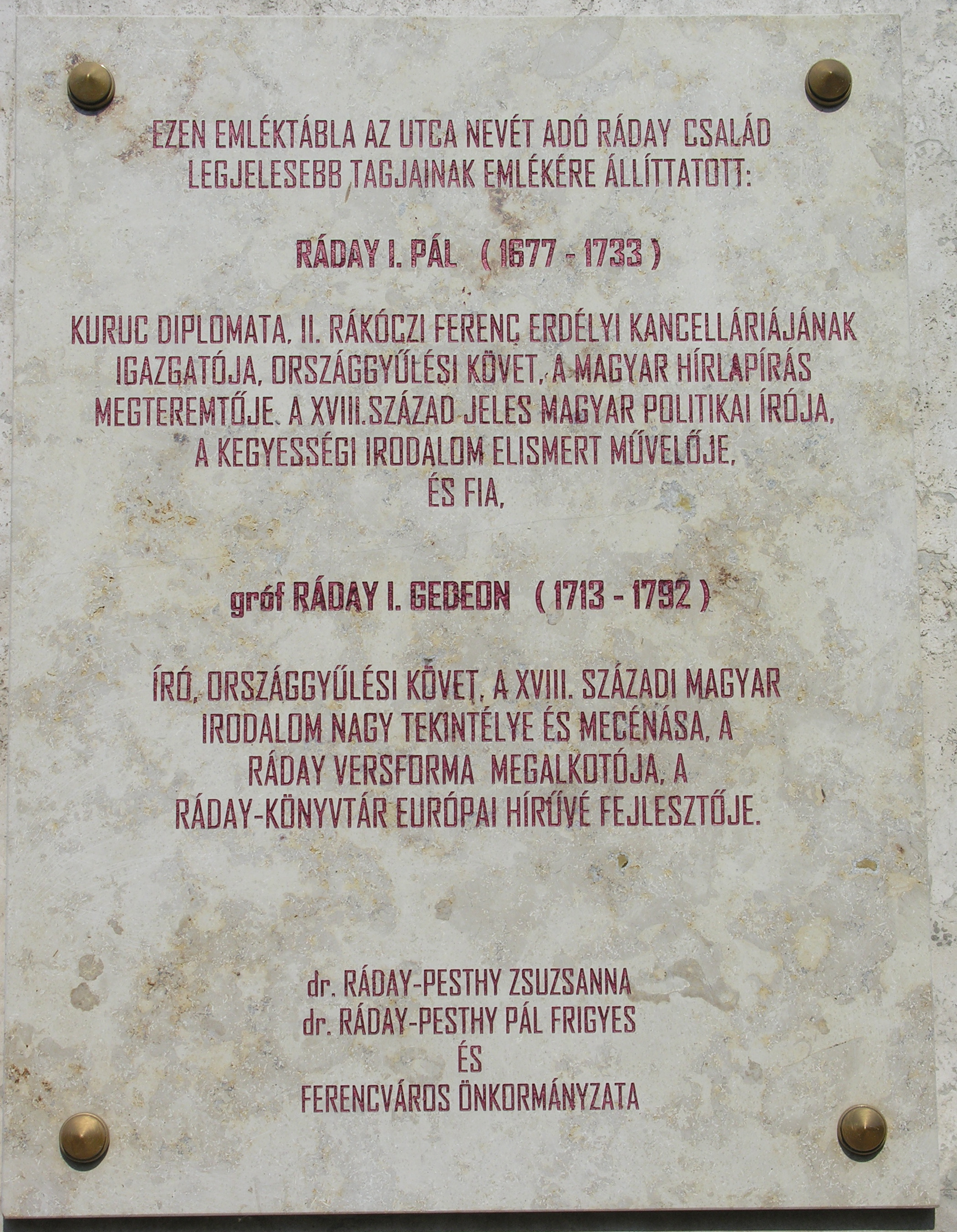
Ráday Gedeon emléktáblája a családról elnevezett utcában, Budapest, IX. kerület,
Ráday utca 2.

#### Közterületek
- Ráday utca (Budapest, IX. kerület)
- Ráday Gedeon utca (Budapest, XVIII. kerület)
- Ráday Gedeon tér (Pécel)

#### Intézmények
- Ráday Könyvtár (Budapest, IX. Ráday utca )
- Dunamelléki Református Egyházkerület Ráday Múzeuma (Kecskemét)
- Ráday Gedeon Általános Iskola (Ludányhalászi)

## Művei
- Ráday Gedeon összes művei; sajtó alá rend., bev. Váczy János; Franklin, Budapest, 1892 (Olcsó könyvtár)
- Ráday Gedeon és Földi János összes versei; sajtó alá rend. Borbély Szilárd; Universitas, Budapest, 2009 (Régi magyar költők tára, XVIII. század)